# Januária
Januária é um município brasileiro do estado de Minas Gerais situado na região do Médio São Francisco, localizada ao lado esquerdo do rio do mesmo nome. De acordo com o censo realizado em 2022 sua população era de 65 150 habitantes. Januária, considerada uma cidade universitária, conta com um campus do IFNMG, Unimontes, Unopar, Unip, FUNAM e Funorte Campus Januária. Sua economia concentra-se na agricultura, na pecuária e nos serviços gerais. Januária é uma das principais cidades do Norte de Minas, sendo cidade-polo da microrregião do alto médio São Francisco.

## História

Mapa da Província de Januária, proposta de redivisão do Império do Brasil feita em 1873, em que a capital seria a cidade de mesmo nome. Arquivo Nacional.

Existem três versões que dão conta do surgimento do município. De acordo com a primeira versão, o nome do município é uma alusão ao atuante fazendeiro Januário Cardoso de Almeida, que morava na região e era proprietário da fazenda Itapiraçaba, localizada onde hoje se encontra o município.
Outras versões, porém, atribuem o nome a uma homenagem à Princesa Januária, irmã do Imperador Dom Pedro II e, ainda, à escrava Januária que, fugindo do cativeiro, teria se instalado no Porto do Salgado (atual município de Januária), estabelecendo ali uma estalagem, onde os barqueiros e tropeiros do povoado se encontravam.
O município se situa às margens do rio São Francisco, que oferece praias fluviais temporárias, pesca, cachoeiras, destacando-se também grutas de formação calcária, com algumas pinturas rupestres. A presença do casario colonial no município pode ser observada na Avenida São Francisco e ruas transversais.
"Refere Diogo de Vasconcelos que, ao tempo em que Januário Cardoso de Almeida vivia em Morrinhos, e, com sua gente, dominava todo o médio São Francisco, apareceu-lhe um português aventureiro, de nome Manuel Pires Maciel. Tratava-se de um cruel 'fascinoroso', que passou a gozar de inteira confiança do Cel. Januário. E deste obteve a promessa de que lhe seria dada em partilha a aldeia de Tapiraçaba, a maior que havia ali (Itapiraçaba é como se lê na Rev. A. P. M., XI, 378, que esclarece: ita = pedra; bira = pontuda, çaba = coisa comum). Manuel Pires Maciel, com sua gente armada e com outros índios, caíram de surpresa sobre a aldeia, produzindo terrível carnificina; com os prisioneiros que fez, fundou novo arraial, uma légua para cima, em local não sujeito a inundações. Aí construiu a capela dedicada a N. Srª do Amparo, ao redor da qual se formou a vila de N. Srª do Amparo, depois vila, depois cidade de Januária".
Januária, com seus três séculos de história, encanta os visitantes e a população local, não só por seus atrativos históricos e culturais, mas também por suas belíssimas e variadas belezas naturais.
Terra de gente hospitaleira, já teve grande importância como porto e entreposto comercial nos tempos áureos da navegação a vapor no "Velho Chico".
O município busca o seu desenvolvimento na prestação de serviços, no artesanato, na produção da cachaça de alta qualidade, no extrativismo de frutos e essências do cerrado, e, principalmente, no incremento da atividade turística.

### Brejo do Amparo
Antigo Brejo do Amparo foi o núcleo do povoado do município de Januária. Possui casario colonial e uma joia do barroco mineiro: a Igreja da Nossa Senhora do Rosário, datada de 1688, construída em um quilombo orientado pelos jesuítas. Este templo foi um dos primeiros em Minas Gerais, e tem proporções médias, sendo que no interior há um coro ao fundo e à esquerda a tribuna, cercada com guarda-corpo, em ripas trabalhadas. O piso é em campas de madeira. A nave possui dois altares, a capela-mor tem o forro pintado com motivos religiosos e altar-mor, de confecção popular, possui vários arcos com colunas torcidas, tendo ao fundo nichos para imagens.
Nos arredores localiza-se a principal zona produtora de cachaça de Januária, a comunidade denominada Sítio.
Lá os visitantes tem a oportunidade de conhecer o roteiro dos alambiques e todo o processo de fabricação artesanal da cachaça.
O distrito conta com trilhas e ruas propícias para a prática do ecoturismo, e também com uma belíssima gruta,a Gruta dos Anjos.

## Geografia

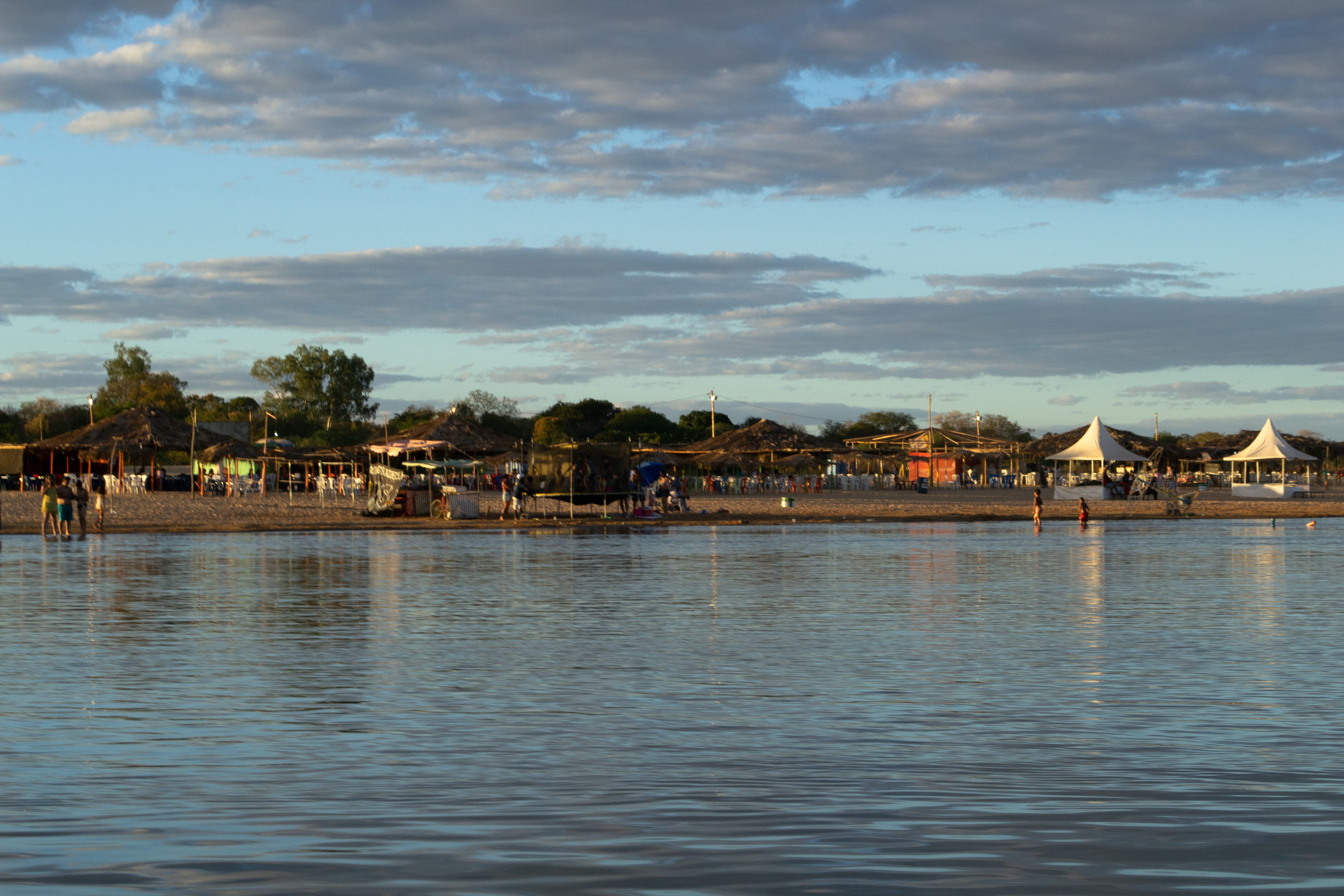
Rio São Francisco próximo a Januária

A cidade tem topografia plana com leves ondulações, uma característica típica do norte e nordeste de Minas Gerais. O subsolo da região é composto por rochas sedimentares do grupo bambuí, arcósios, siltitos, calcários e dolomitos, em partes revestido por sedimentos mais recentes, arenitos, conglomerados, da formação urucuia e também por uma cobertura de detrítico-laterífica. A área territorial de Januária é de 6.691,17 Km2. A altitude máxima é de 794 m, no Morro do Itapiraçaba, e mínima, 444 m, na Foz do Rio Peruaçu.
Por conta da deficiência de água no solo e do forte calor, a vegetação de Januária é xeromorfa, ou seja, tem formas adaptadas à seca e é composta pelo cerrado de mata seca, caatinga e veredas cobertas de buritis. A última é uma palmeira-leque, cujo fruto é uma noz amarela muito usada na indústria de cosméticos. Outras espécies típicas da região são: aroeira, tingui, murici, pequizeiros, jatobá, araticum e a mais imponente árvore da região é a embaré, também chamada de barriguda.
Segundo dados do Instituto Nacional de Meteorologia (INMET), referentes ao período de 1931 a 1969, 1975 a 1984 e a partir de 1986, a menor temperatura registrada em Januária foi de 7,2 °C nos dias 28 de junho de 1940 e novamente em 20 de maio de 2022, enquanto que a maior atingiu 41,8 °C em 26 de setembro de 2023. O maior acumulado de precipitação em 24 horas ocorreu em 5 de fevereiro de 2007, chegando de 295,7 milímetros (mm), seguido por 157,1 mm em 6 de novembro de 1979. O índice mais baixo de umidade relativa do ar foi registrado na tarde do dia 18 de outubro de 2015, de apenas 9%.
| Dados climatológicos para Januária (OMM: 83386) | Dados climatológicos para Januária (OMM: 83386) | Dados climatológicos para Januária (OMM: 83386) | Dados climatológicos para Januária (OMM: 83386) | Dados climatológicos para Januária (OMM: 83386) | Dados climatológicos para Januária (OMM: 83386) | Dados climatológicos para Januária (OMM: 83386) | Dados climatológicos para Januária (OMM: 83386) | Dados climatológicos para Januária (OMM: 83386) | Dados climatológicos para Januária (OMM: 83386) | Dados climatológicos para Januária (OMM: 83386) | Dados climatológicos para Januária (OMM: 83386) | Dados climatológicos para Januária (OMM: 83386) | Dados climatológicos para Januária (OMM: 83386) |
| Mês | Jan                                             | Fev                                             | Mar                                             | Abr                                             | Mai                                             | Jun                                             | Jul                                             | Ago                                             | Set                                             | Out                                             | Nov                                             | Dez                                             | Ano                                             |
| --- | ----------------------------------------------- | ----------------------------------------------- | ----------------------------------------------- | ----------------------------------------------- | ----------------------------------------------- | ----------------------------------------------- | ----------------------------------------------- | ----------------------------------------------- | ----------------------------------------------- | ----------------------------------------------- | ----------------------------------------------- | ----------------------------------------------- | ----------------------------------------------- |
| Temperatura máxima recorde (°C) | 39,2                                            | 38,9                                            | 37,8                                            | 38,1                                            | 36,3                                            | 36,5                                            | 38,6                                            | 37,9                                            | 41,8                                            | 41,6                                            | 41,5                                            | 39,4                                            | 41,8                                            |
| Temperatura máxima média (°C) | 31,7                                            | 32,1                                            | 31,8                                            | 32                                              | 31,4                                            | 30,7                                            | 30,6                                            | 32                                              | 34,1                                            | 34,7                                            | 31,9                                            | 31,2                                            | 32                                              |
| Temperatura média compensada (°C) | 25,4                                            | 25,5                                            | 25,3                                            | 24,8                                            | 23,2                                            | 21,9                                            | 21,5                                            | 22,9                                            | 25,4                                            | 27                                              | 25,7                                            | 25,3                                            | 24,5                                            |
| Temperatura mínima média (°C) | 20,5                                            | 20,3                                            | 20,4                                            | 19,2                                            | 16,8                                            | 14,7                                            | 14                                              | 15,2                                            | 18,2                                            | 20,8                                            | 21                                              | 20,7                                            | 18,5                                            |
| Temperatura mínima recorde (°C) | 13,5                                            | 12,9                                            | 12,4                                            | 11                                              | 7,2                                             | 7,2                                             | 7,9                                             | 8,1                                             | 9,7                                             | 12,5                                            | 11,2                                            | 11,7                                            | 7,2                                             |
| Precipitação (mm) | 162                                             | 121,5                                           | 142                                             | 36,9                                            | 8,6                                             | 1,5                                             | 0,2                                             | 0,9                                             | 8                                               | 52,9                                            | 191,6                                           | 208,1                                           | 934,2                                           |
| Dias com precipitação | 9                                               | 7                                               | 8                                               | 3                                               | 1                                               | 0                                               | 0                                               | 0                                               | 1                                               | 5                                               | 12                                              | 12                                              | 58                                              |
| Umidade relativa compensada (%) | 75,4                                            | 72,6                                            | 76,8                                            | 72,6                                            | 67                                              | 62,7                                            | 56,3                                            | 50,7                                            | 48,6                                            | 53,7                                            | 71                                              | 76,8                                            | 65,4                                            |
| Insolação (h) | 228,8                                           | 216,7                                           | 226,8                                           | 250,5                                           | 265,8                                           | 264,2                                           | 281,9                                           | 284,7                                           | 252,7                                           | 233,9                                           | 168,7                                           | 176,4                                           | 2 851,1                                         |
| Fonte: INMET (temperatura e precipitação: normal climatológica de 1991-2020; umidade e horas de sol: normal 1981-2010; recordes de temperatura: 01/01/1931 a 28/02/1969, 01/09/1975 a 31/12/1984 e 01/01/1986-presente) |                                                 |                                                 |                                                 |                                                 |                                                 |                                                 |                                                 |                                                 |                                                 |                                                 |                                                 |                                                 |                                                 |

## Educação

### Escolas
- Escolas estaduais: Cônego Ramiro Leite; Bias Fortes; Maria da Abadia; Boa Vista; Caio Martins; Claudemiro Alves Ferreira; Mons. João Florisval Montalvão; Nossa Senhora de Fátima; Olegário Maciel; Pio XII; Princesa Januária; Prof. Onésimo Bastos; Profª. Zina Porto; Simão Vianna da Cunha Pereira.
- Escolas municipais: Joana Porto; Santa Rita; Segredo; Pré. E. M. Boa Vista; Pré E.M. Joana Porto; Pré E. M. Maternal Dona Judite Jacques.
- Federal: IFNMG e FUNAM.
- Escolas particulares: Colégio Betel, Instituto Educacional Piagetiano (URIM).

### Ensino superior
- Centro de Educação Integrada do Vale do São Francisco (CEIVA);
- Universidade Estadual de Montes Claros (UNIMONTES), campus Januária;
- Instituto Federal do Norte de Minas Gerais (IFNMG), campus Januária.
- Universidade do Norte do Paraná (UNOPAR);
- Escola Técnica Alto Médio São Francisco (FUNAM);
- Universidade Paulista (UNIP);
- Universidade Federal do Vale do Jequitinhonha e Mucuri (UFVJM), polo UAB.

## Cultura

### Cachaça
Januária possui ótimas referências na produção de cachaça. O segredo está na umidade natural do solo e no clima do distrito de Brejo do Amparo.
O município produz a cana-de-açúcar desde o seu surgimento. São mais de trinta engenhos nas imediações do povoado. Parte da produção da cachaça é exportada para outros estados e para todos os países europeus e asiáticos, dado o alto grau de qualidade da cachaça ali produzida.
A cachaça de Januária é considerada uma das melhores do Brasil.

### Artesanato
O artesanato da região é passado de geração em geração como forma de sobrevivência. De origem indígena, tem características primitivas, conservando sua forma pura. A matéria-prima utilizada é extraída da natureza.
São utilizados barro, fibras vegetais, madeira, flandres ou folha de zinco, couro, algodão.
O artesanato pode ser encontrado na Casa do Artesão,Casa da Memória,Centro de Artesanato e Mercado Municipal.

### Culinária
A culinária regional apresenta vários pratos saborosos, como o arroz com pequi, carne de sol, moquecas de surubim, pão de queijo, angu com quiabo, paçoca, papudo, manué, galinha ao molho pardo, feijão tropeiro com torresmo, beiju, rapadura, panelada, picado de arroz, dourado assado, vários pratos feitos com o tradicional surubim do Rio São Francisco, e ainda saborosas frutas do cerrado e da caatinga, como umbu, pinha, tamarindo, fruta do conde, coquinho, cagaita, caju, cajuí, maxixe, cabeça-de-nego, buriti, babaçu, fava-d'anta, jenipapo, anajá, banana-caturra, utilizados na produção artesanal de sucos, licores e doces.
Maior destaque cabe ao famoso fruto do cerrado, rico em vitamina "A" e excelente no combate dos radicais livres, o "pequi" é encontrado com grande fartura na região e largamente usado na culinária em pratos diversificados como, o picado de arroz com pequi, frango com pequi e mandioca, farofa de pequi e até o fruto cozido, podendo acrescentar sal ou açúcar. A polpa e o óleo do pequi, também muito utilizado na culinária januarense, podem encontrados durante todo o ano em pequenas fabriquetas artesanais. Do pequi ainda se extrai a castanha que é vendida no mercado municipal e na feira livre aos sábados. A castanha é muito saborosa e também é usada na culinária, devendo ser reidratada antes do consumo, pois é vendida seca.

### Manifestações religiosas
Uma das manifestações mais tradicionais e festejadas pela comunidade religiosa do município de Januária, acontece anualmente no dia 3 de maio, festejos de Santa Cruz. Acontece sempre na praça Santa Cruz (largo de santa cruz) com celebrações e novena culminando com procissão, missa festiva, leilão e apresentações folclóricas. Ao final do leilão é escolhido o festeiro do ano seguinte. Por volta dos anos 1800 a 1890, a Praça Santa Cruz era um local de muita alegria e felicidade, com muitas crianças de diversas famílias residentes, que brincavam no local onde mais tarde seria construída a praça que veio a se chamar " Santa Cruz", nome este que teve como precursores as crianças que corriam e saltitavam fazendo cercados com madeira de São João ao redor de uma cruz, flores de: fedegoso, São João, malva, etc. Entoando cantos, rezas, ladainhas cantadas na Igreja pelos mais velhos. Mais tarde, os devotos e fiéis construíram na praça um cruzeiro de tijolos e uma cruz com um galo no topo, local onde passaram a fazer suas preces e orações, acender velas para as almas e até fazer novenas com caminhada penitencial para chover em tempo de seca e calor. Os moradores reuniram e mandaram celebrar uma missa iniciando-se assim os festejos de Santa Cruz. O festejo de Santa Cruz tinha como objetivo imediato a fé católica de veneração a cruz trazida pelos portugueses com a celebração da primeira missa no Brasil em 26 de abril de 1500 pelo Frei Henrique de Coimbra, e posteriormente arrecadar fundos para construir a Igrejinha que está entre as mais antigas de Januária.
A igrejinha de Santa Cruz era pequena, e, tinha o Coro, o Sacrário era de ouro, o Sino de bronze, pinturas de anjos na parede, a imagem (escultura) de São Miguel Arcanjo, - que foi roubada mais tarde - e alguns poucos bancos. Construída por moradores no final do século XIX, com recursos próprios conseguidos através de promoções na comunidade, ergueram-na com trabalho em mutirão. A Igreja constantemente ficava fechada, por ocasião da morte de algum morador era aberta e numa demonstração de sentimento e respeito usava toque de sino. Com o passar do tempo, a igrejinha foi abandonada e começou a ruir com frequentes cheias, cupim e formigueiros.

### Literatura
O escritor Eliezer Moreira, nascido em Cocos, Bahia, mas que cresceu em Januária, em seu romance de estreia A Pasmaceira (Um Homem Querendo Vender Sua Morte na edição portuguesa) reconstitui minuciosamente a ambiência da cidade na década de 1960, embora sob um nome ficcional, Candeias. “Assim, cresci naquela vasta região de Minas situada entre as fronteiras de Bahia e Goiás onde no passado – e ainda hoje, sob outras formas – se davam as velhas guerras por domínio territorial e político, envolvendo os coronéis e seus jagunços, a mesma região mítica que Guimarães Rosa imortalizou no seu ‘Grande sertão: veredas’.” 